# ヴェニスの商人 (2004年の映画)
『ヴェニスの商人』（The Merchant of Venice）は、2004年のアメリカ合衆国、イタリア、ルクセンブルク、イギリス合作の映画。マイケル・ラドフォード監督。シェイクスピアの『ヴェニスの商人』の映画化。第61回ヴェネツィア国際映画祭特別招待作品。

## キャスト
※括弧内は日本語吹替
- シャイロック - アル・パチーノ（有本欽隆）
- アントニオ  - ジェレミー・アイアンズ（岩崎ひろし）
- バッサーニオ - ジョセフ・ファインズ（森川智之）
- ポーシャ - リン・コリンズ（松谷彼哉）
- ジェシカ - ズレイカ・ロビンソン（新野美知）
- グラシアーノ - クリス・マーシャル（髙階俊嗣）
- ロレンゾ - チャーリー・コックス
- ランスロット - マッケンジー・クルック

## 原作との違い
シャイロックが顔につばを吐きかけられるシーン、娘がいないことに気づいて号泣するシャイロックのシーンや、ジェシカが売り渡したと言われていた指輪に触って父へ想いを馳せるシーンなどが追加されている。台詞こそ原作のものと一切の違いはないが、冒頭に背景となる時代の、ユダヤ人に対するヨーロッパ人種の非道な差別を克明に語るナレーションが追加されている。